# Дон Куттс
Дон Куттс (англ. Don Cutts, нар. 24 лютого 1956, Едмонтон) — канадський хокеїст, що грав на позиції воротаря.

## Ігрова кар'єра
Професійну хокейну кар'єру розпочав 1974 року.
1973 року був обраний на драфті НХЛ під 97-м загальним номером командою «Нью-Йорк Айлендерс», а також на драфті ВХЛ під 48-м загальним номером командою «Х'юстон Аерос». 
Усю професійну клубну ігрову кар'єру, що тривала 9 років, провів, захищаючи кольори команд нижчих дивізіонів Канади та США. У сезоні 1979—80 зіграв шість матчів у складі «Едмонтон Ойлерс».